# Fritz Danner
Friedrich Danner, meglio noto come Fritz Danner (Mulhouse, 26 ottobre 1877 – ...), è stato un ginnasta tedesco.
Partecipò ai Giochi della II Olimpiade che si svolsero a Parigi nel 1900. Prese parte all'unica gara di ginnastica in programma, in cui giunse settantanovesimo a pari merito con il connazionale Erwin Willi Kurtz.